# Ali Al-Dhanhani
Ali Mohamed Khameis Ali Aldhanhani, noto semplicemente come Ali Al-Dhanhani (in arabo علي الظنحاني‎?; Dibba Al-Fujairah, 1º giugno 1991), è un calciatore emiratino, difensore del Dibba Al Hisn.

## Palmarès

### Club

#### Competizioni nazionali
- UAE Arabian Gulf League: 1

Sharjah: 2018-2019
- UAE Division 1: 1

Dibba Al-Fujairah: 2014-2015
- UAE Super Cup: 1

Sharjah: 2020